# Heršpice
Heršpice (en allemand : Herspitz) est une commune du district de Vyškov, dans la région de Moravie-du-Sud, en République tchèque. Sa population s'élevait à 863 habitants en 2020.

## Géographie
Heršpice se trouve à 19 km au nord-nord-est de Vyškov, à 24 km à l'est-sud-est de Brno et à 208 km au sud-est de Prague.
La commune est limitée par Hodějice et Rašovice au nord, par Mouřínov à l'est, par Dambořice et Žarošice au sud, par Kobeřice u Brna et Nížkovice à l'ouest.

## Histoire
La première mention écrite de la localité date de 1497.